# ديبورا جين بالفري
ديبورا جين بالفري (بالإنجليزية: Deborah Jeane Palfrey)‏ (18 مارس 1956 - 1 مايو 2008) تعرف في وسائل الإعلام «بملكة واشنطن», (ملكة DC أو DC مدام), كانت تعمل كمديرة في «باميلا مارتن وشركاؤه» وهي وكالة حراسة تقع في وواشنطن عاصمة الولايات المتحدة.
بعد ادانتها في 15 أبريل 2008 بتهمة الابتزاز وتبيض الأموال وُجدت في صباح 2 مايو ميتة في منزلها، وتوصلت الشرطة ان سبب الوفاة كان الانتحار.

## قصة حياتها
ولدت في مدينة شارلروا التي تقع في ولاية بنسيلفانيا، وترعرعت في مدينة اورلاندو الواقعة في ولاية فلوريدا، ثم حصلت علي الدبلومة من كلية رولنز قسم القانون الجنائي لكنها لم تكمل دراستها للقانون. وبعد عملها لفترة من الوقت في مكتب محاماه، بدات العمل في وكاله للمرافقه في عام 1993 .
في أكتوبر 2006 اعتقلتها مكتب التحقيقات الفيدرالي بتهمة تبيض الاموال وتم ضبط أكثر من 500 الف دولارا امريكيا في حسابها البنكي. خاصا انها وجدت حارس عن طريق جريدة طلاب جامعة مرايلاند واعطته عمل. كان حراسها يعملون باجر يصل ل 300 دولار في الساعة وفي كثير من الاوقات يستطيعون مواصلت مهنم. في البرنامج التلفزيوني الذي انضمت له بالفري سنة 2007 , وجدت الفتاة العاملة في دليل التليفون ما بين 10 آلاف ل 15 الف رقم عائد لزبائنها ووصل وزن السجلات التليفونيه ل 21 كيلو جرام، وحتي لا يتم التوصل الي هذه الارقام تواصلت بنفسها مع محامين كثر. كانت الفضيحة سبب في استقالة السفير روندال دوبياس من مهامه في وزارة الخارجية الأمريكية ومن رئاسته في وكالة الولايات المتحدة الأمريكية الدولية للتنمية. كان كاتب جريدة النيويورك تايمز والباحث في مركز الدراسات الإستراتيجية والعالمية هارلان اولمان من بين المشترين الذين ذكرت اسمائهم. اعترفت بلفاريا في 2007 انه حسب ادعائها الشخصي، ان بين الاشخاص الذين تم النشر عنهم في إنترنت و CD ROM عضو مجلس الشيوخ في الحزب الجمهوري لويزيانا افيت فيدر أيضا الذي كان أحد زبائن وكالة الحراس.
في 2007 أيضا انتحرت أحد الفتيات الاتي كانت تعمل معها.

## وفاتها
وجدت في الثامن من مايو لعام 2008 ميته خارج منزل والدتها الذي يقع في فلوريدا.و توصلت الشرطة ان سبب الوفاة هو الانتحار. 
و بعيدا عن الجهد والترتيبات المبذولة حتي لا تدخل السجن الا انها لم تظهر أي انطباع بمرورها بمرحلة اكتئاب قبل وفاتها بايام. حتي انها كانت قد تحدثت عن خطط استوطانها في ألمانيا. 
لهذا مازالت بعض المصادر تنظر للانتحار كسبب للوافاة بريبة.